# Magiê pyridoxal 5-phosphate glutamate
Magnesi pyridoxal 5-phosphate glutamate (tên thương mại là Sedalipid) là một tác nhân hạ đường huyết.